# Le Lézard noir (pièce de théâtre)
Pour les articles homonymes, voir Le Lézard noir.
Le Lézard noir (黒蜥蜴, Kurotokage) est une pièce de théâtre écrite en 1961 par l'écrivain japonais Yukio Mishima.
Adapté du roman éponyme d'Edogawa Ranpo, la pièce suit les péripéties du célèbre détective Akechi, genre de Sherlock Holmes japonais, qui enquête sur la disparition de la fille d'un grand bijoutier d'Osaka, enlevée par le mystérieux (la mystérieuse) Lézard Noir, dans le Japon des années 1920.
Il existe également un film réalisé en 1968 par Kinji Fukasaku, composé autour de l'emblématique star trans Akihiro Miwa. On peut d'ailleurs y apercevoir l'auteur de la pièce, Yukio Mishima, amant de Miwa, dans un petit rôle.